# 罗阿罗阿丝虫
罗阿罗阿丝虫（学名：Loa loa）简称罗阿丝虫，又称眼丝虫、罗阿罗阿线虫，是一种引起罗阿罗阿丝虫病的寄生虫，分布于非洲和印度的热带地区。

## 形态
罗阿罗阿丝虫的成虫为白色线状，头端略细。微丝蚴具鞘，头间隙长宽相等，体核分布至尾端，在尾尖处有一较大的核。雄虫长25～35厘米，宽0.3～0.4毫米；雌虫长45～55厘米，宽0.45～0.55毫米；微丝蚴长250～300微米，宽6～8.5微米。

## 生活史
罗阿罗阿丝虫的成虫寄生在人体的皮下组织，常周期性地在眼结膜下爬动。雌虫在移行过程中间歇性地产出微丝蚴。微丝蚴寄生于人体血液中，当中间宿主斑虻（Chrysops）吸食人血液时，微丝蚴进入虻体内。微丝蚴在虻中肠脱鞘后移行至虻腹部脂肪，经2次蜕皮，发育为感染期幼虫，再移行至虻的头部。当虻再次吸血时，感染期幼虫自其口器逸出经皮肤创口侵入人体，约需1年发育为成虫。成虫的寿命可达15年以上。

## 治病与临床表现
罗阿罗阿丝虫的致病阶段主要是成虫，主要临床表现是局部暂时性肿胀，常发生在腕部和踝部。成虫常移行于眼睑，潜行于眼结膜、角膜下，引起严重的结膜炎症、眼球水肿等症状，使感染者出现眼部奇痒、异物感。

## 防治
对于寄生于眼部和皮肤的罗阿罗阿丝虫的成虫可进行手术切除，对于人体内的微丝蚴则采取药物治疗，常用的药物为乙胺嗪和伊维菌素，但是后者有较大的不良反应。